# Naja kaouthia
Il cobra monocolo (Naja kaouthia Lesson, 1831), chiamato anche cobra monocellato, cobra thailandese e cobra del Bengala, è un serpente della famiglia Elapidae, diffuso in tutta l'Asia meridionale e sudorientale.

## Descrizione

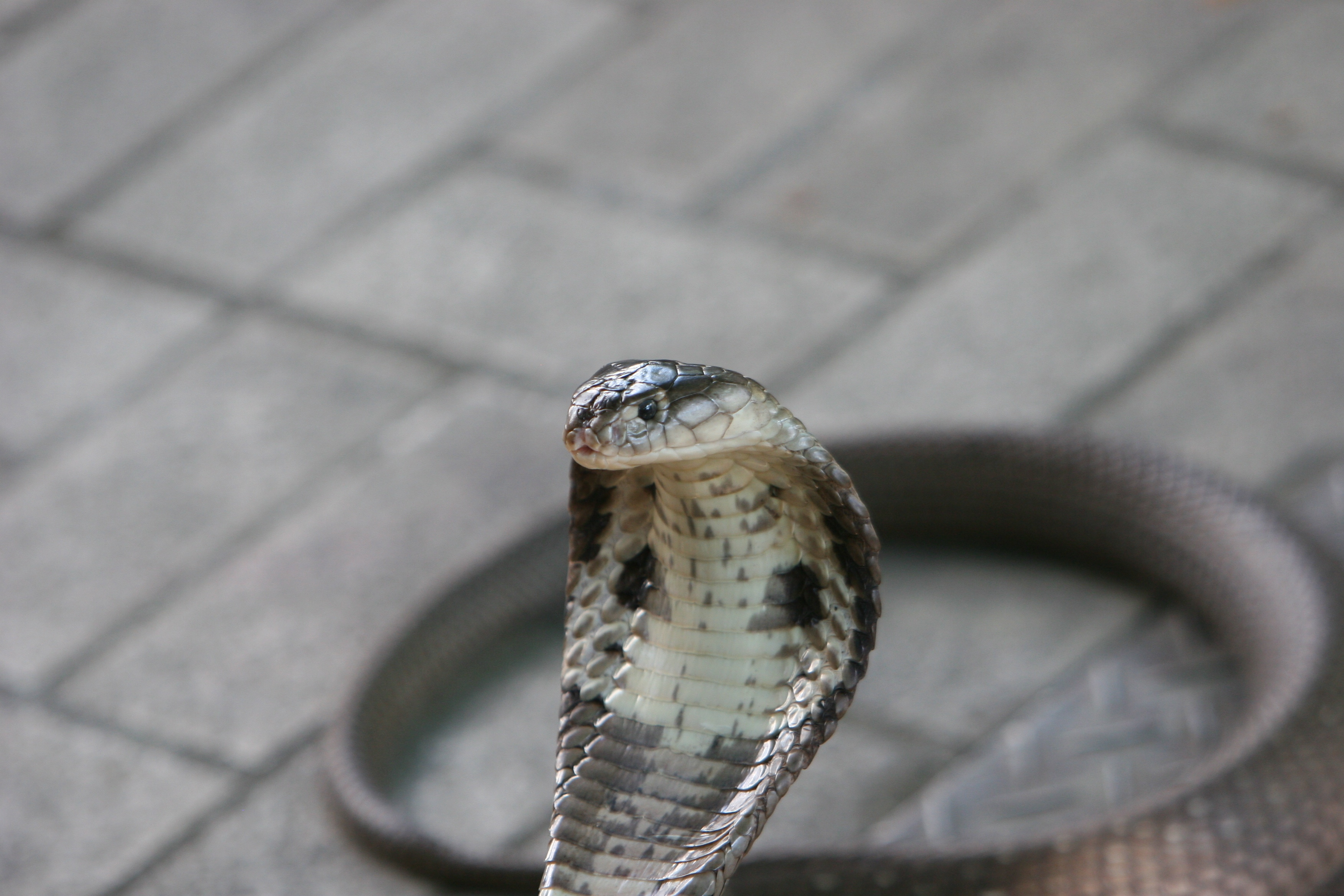
Un giovane esemplare di cobra monocolo

Il cobra monocolo ha un disegno a forma di O, o monocellare sul cappuccio, a differenza di quello del cobra indiano, che ha il disegno a "occhiali" (due ocelli circolari collegati da una linea curva) sul retro del suo cappuccio. La colorazione nei giovani è più costante. La superficie dorsale può essere gialla, marrone, grigia o nerastra, con o senza bande incrociate frastagliate o chiaramente definite. Può essere olivaceo o da brunastro a nero sopra con o senza un marchio giallo o arancione a forma di O sul cappuccio. Ha una macchia nera sulla superficie inferiore del cappuccio su entrambi i lati, e una o due traverse nere sul ventre dietro di esso. Il resto del ventre è di solito dello stesso colore della schiena, ma più pallido. Con l'avanzare dell'età, il serpente diventa più pallido, in cui l'adulto è brunastro o olivaceo. Le costole nucali allungate permettono al cobra di espandere la parte anteriore del collo in un "cappuccio". È presente un paio di zanne anteriori fisse. La zanna più grande registrata misurava 6.78 mm. Le zanne sono moderatamente adattate per sputare. I cobra monoculari adulti raggiungono una lunghezza da 1.35 a 1,5 m con una lunghezza della coda di 23 cm. Sono stati registrati molti esemplari più grandi, ma sono rari. Gli adulti possono raggiungere una lunghezza massima di 2,3 m.

### Squamatura
Hanno da 25 a 31 squame sul collo, da 19 a 21 sul corpo e 17 o 15 sulla parte anteriore sul ventre. Hanno da 164 a 197 squame ventrali e da 43 a 58 squame subcaudali.
I cobra monoculari tendono ad avere più di una squama cuneata per ogni lato. La forma della squama frontale è corta e quadrata. Le ventrali nei maschi vanno da 170 a 192, nelle femmine da 178 a 197. Le subcaudali nei maschi vanno da 48 a 61, nelle femmine da 46 a 59.

## Biologia

### Comportamento
I cobra monoculari sono terrestri e più attivi al crepuscolo. Nelle zone di coltivazione del riso, si nascondono nelle tane dei roditori nelle dighe tra i campi e sono diventati semi-acquatici in questo tipo di habitat.
Quando sono disturbati preferiscono fuggire. Tuttavia, quando sono minacciati sollevano le parti anteriori del loro corpo, stendono il loro cappuccio, di solito sibila forte, e colpiscono nel tentativo di mordere e difendersi mentre alcune popolazioni di cobra monocolo hanno la capacità di sputare il veleno.

### Alimentazione
I giovani si nutrono per lo più di anfibi, mentre gli adulti predano piccoli mammiferi, serpenti e pesci.

### Riproduzione
Questa è una specie ovipara. Le femmine depongono da 16 a 33 uova per covata nel periodo tra gennaio e marzo. Le femmine di solito rimangono con le uova e i periodi di incubazione vanno da 55 a 73 giorni. Una certa collaborazione tra maschi e femmine è stata segnalata in ibridi Naja naja e Naja kaouthia.

### Veleno

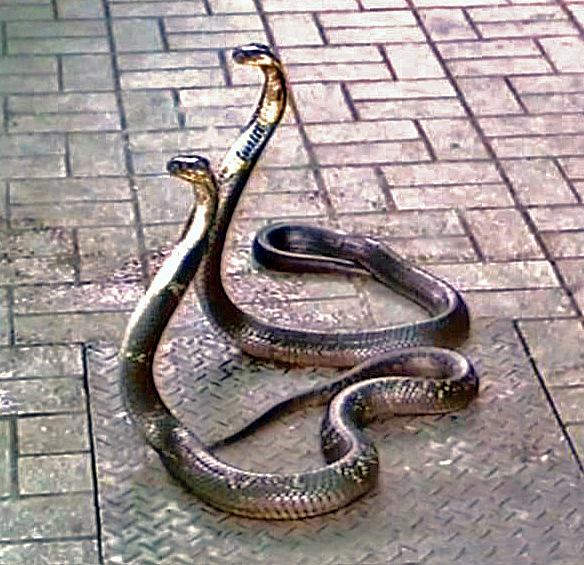
Cobra monoculari in un allevamento di serpenti a Bangkok

I veleni del Naja kaouthia provenienti da tre diverse località sono stati documentati per mostrare diverse dosi letali mediane per via endovenosa e sottocutanea: Thailandia, 0.18-0.22 µg/g; Malesia, 0.90-1.11 µg/g; e Vietnam, 0.90-1.00 µg/g, del peso corporeo del topo. La scoperta della proteomica ha rivelato che i profili delle neurotossine di questi Naja kaouthia erano sostanzialmente diversi, riflettendo la netta differenza nella loro potenza letale e nella risposta alla neutralizzazione dell'antiveleno.
I principali componenti tossici nei veleni dei cobra sono le neurotossine postsinaptiche, che bloccano la trasmissione nervosa legandosi specificamente al recettore nicotinico dell'acetilcolina, portando alla paralisi flaccida e persino alla morte per insufficienza respiratoria. La principale α-neurotossina nel veleno del Naja kaouthia è una neurotossina lunga, α-cobratossina; la minore α-neurotossina è diversa dalla cobrotossina in un residuo. Le neurotossine di questa particolare specie sono deboli. Il veleno di questa specie contiene anche iotossine e cardiotossine.
In caso di iniezione endovenosa, l'LD50 testato nei topi è di 0.373 mg/kg, e di 0.225 mg/kg in caso di iniezione intraperitoneale. La resa media di veleno per morso è di circa 263 mg (peso secco).
Il cobra monocolo causa la più alta mortalità dovuta all'avvelenamento da veleno di serpente in Thailandia. L'avvelenamento di solito si presenta prevalentemente con vaste necrosi locali e manifestazioni sistemiche in misura minore. Inizialmente si manifestano sonnolenza, sintomi neurologici e neuromuscolari; ipotensione, arrossamento del viso, pelle calda e dolore intorno al sito del morso si manifestano tipicamente entro una o quattro ore dopo il morso; paralisi, insufficienza respiratoria o morte potrebbero verificarsi rapidamente, potenzialmente già nei primi 60 minuti in casi molto gravi di avvelenamento. Tuttavia, la presenza di segni di zanne non sempre implica che l'avvelenamento si sia effettivamente verificato.
In uno studio preliminare è stato dimostrato che l'estratto della pianta di Mimosa pudica può avere effetti neutralizzanti sulle tossine presenti in questo veleno.

## Distribuzione e habitat
Il loro habitat naturale comprende due ecozone: l'ecozona indomalese e quella paleartica.
I cobra monoculari sono distribuiti dall'India in occidente fino alla Cina, al Vietnam e alla Cambogia. Si trovano anche nella penisola malese e sono originari del Bangladesh, del Bhutan, della Birmania, del Laos, del Nepal e della Thailandia.
Questi cobra possono adattarsi a una serie di habitat, dagli ambienti naturali a quelli a impatto antropogenico. Preferiscono gli habitat associati all'acqua, come risaie, paludi e mangrovie, ma si possono trovare anche nelle praterie, negli arbusti e nelle foreste. La specie si trova anche nei terreni agricoli e negli insediamenti umani, comprese le città. Si possono trovare ad altitudini fino a 1000 m sul livello del mare.
Si trovano spesso nei fori degli alberi e nelle zone dove i roditori sono abbondanti.

## Tassonomia
Nel 1831, René-Primevère Lesson descrisse per la prima volta il cobra monocolo come un serpente che si distingue dal cobra dagli occhiali, con 188 squame ventrali e 53 coppie di squame caudali.
Da allora, diversi cobra monoculari sono stati descritti con diversi nomi scientifici:
- nel 1834, John Edward Gray pubblicò la prima illustrazione di Thomas Hardwicke di un cobra monocolo con il nome trinomiale Naja tripudians var. fasciata[19]
- nel 1839, Thomas Cantor descrisse un cobra monocolo brunastro con numerose strisce trasversali gialle deboli e un cappuccio contrassegnato da un anello bianco con il nome binomiale Naja larvata, trovato a Mumbai, Calcutta e Assam[20]

Tra il 1895 e il 1913 sono state descritte diverse varietà di cobra monocolo con il binomio Naja tripudians:
- N. j. var. scopinucha 1895
- N. j. var. unicolor 1876
- N. j. var. viridis 1913
- N. j. var. sagittifera 1913

Nel 1940, Malcolm Arthur Smith classificò il cobra monocolo come sottospecie del cobra dagli occhiali sotto il trinomio Naja naja kaouthia.

## Conservazione
Questa specie è stata valutata come specie a rischio minimo dalla IUCN per la sua grande distribuzione, la tolleranza di una vasta gamma di habitat, compresi gli ambienti antropogenicamente alterati, e la sua abbondanza segnalata. Non sono state segnalate minacce di rilievo e non si ritiene che la specie stia subendo un calo significativo della popolazione. Nelle aree in cui la distribuzione di questa specie coincide con le aree protette, probabilmente fornendo piccole misure di salvaguardia. I cobra monoculari sono catturati per il commercio della pelle, tuttavia, la cattura dall'ambiente naturale è minima e non è probabile che causi un calo significativo della popolazione. Il naja kaouthia è elencato nell'Appendice II del CITES.